# Philipp Bruck

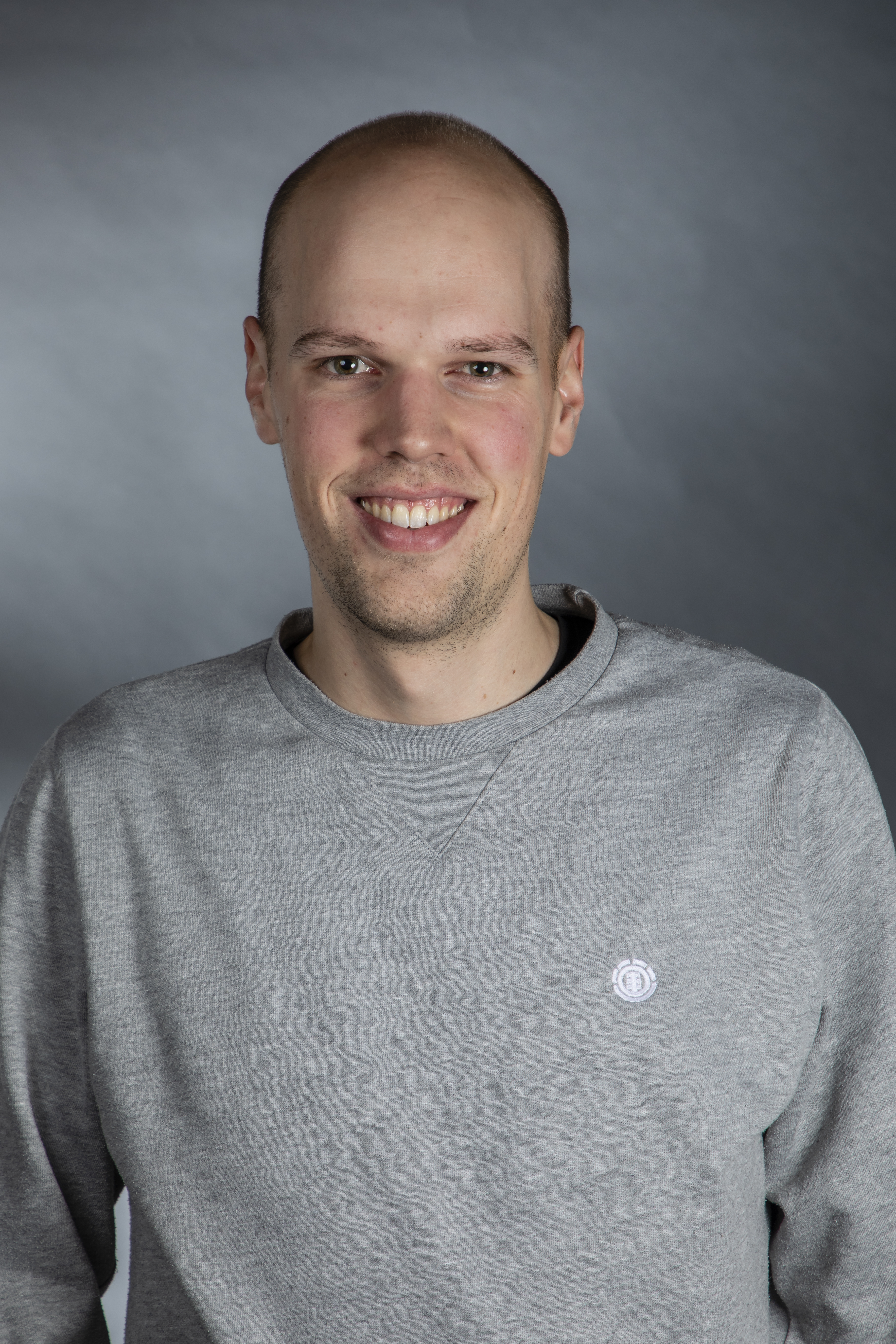
Philipp Bruck (2019)

Philipp Bruck (* 1989 in Bielefeld) ist ein deutscher Ingenieur und Politiker der Partei Bündnis 90/Die Grünen. Er ist seit 2019 Mitglied der Bremischen Bürgerschaft.

## Biografie

### Ausbildung und Beruf
Bruck machte sein Abitur am Gymnasium Heepen in  Bielefeld. Er studierte von 2009 bis 2012 Wirtschaftsingenieurwesen an der Universität Bremen mit Bachelorabschluss und anschließend bis 2015 Verfahrenstechnik an der Universität Bremen und der Dänischen Technischen Universität in Kopenhagen mit Abschluss als Master of Science (M.Sc.). Er ist seit 2012 als Beratender Ingenieur für Energieeffizienz und Klimaschutz in Unternehmen und Organisationen tätig.
Bruck hatte 2016 einen Lehrauftrag in Gebäudewärmetechnik an der Hochschule Emden-Leer und hat seit 2017 einen Lehrauftrag in Gebäudeenergietechnik an der Hochschule Osnabrück, Campus Lingen. 

### Politik
Bruck war von 2011 bis 2012 Sprecher der Grünen Jugend in Bremen. Seit 2016 ist er Sprecher der Bundesarbeitsgemeinschaft Tierschutzpolitik von Bündnis 90/Die Grünen.
Bei der Bürgerschaftswahl in Bremen 2019 erhielt er ein Mandat in der Bremischen Bürgerschaft für Bündnis 90/Die Grünen. Er ist Sprecher für Klima-, Energie- und Tierpolitik.

Hier ist er als Mitglied in folgenden Gremien vertreten:
- Deputation für Klima, Umwelt, Landwirtschaft und Tierschutz
- Deputation für Mobilität, Bau und Stadtentwicklung
- Betriebsausschuss Umweltbetrieb Bremen
- Haushalts- und Finanzausschuss (Stadt)
- Rechnungsprüfungsausschuss (Stadt)